# Неприлагођеност
Неприлагођеност у биологији означава особине организма које не доприносе опстанку. У социјалном раду подразумева такве облике понашања појединца који отежавају прилагођавање појединаца на захтеве социјалне и културне средине. Овај израз се користи за понашање које битно ремети складан однос појединца и његове околине и захтева професионалну помоћ.